# Гума (село)
Гу́ма или Гумм (абх. Гәыма, Гәымм; в 1881—1943 — Михайловское, в 1943—1996 — Шрома от груз. შრომა — «Труд») — село в Абхазии, в Сухумском районе частично признанной Республики Абхазия, согласно административному делению Грузии — в Сухумском муниципалитете Абхазской Автономной Республики, к северу от города Сухум.

## История
Известное до мухаджирства абхазское село в Гумистинском участке. В 1881 году в его центральной части возникло греческое село Михайловское, названное именем сына Александра III Михаила Александровича. В 1943 году село было переименовано в грузинское Шрома. Историческое название Гәыма (Гума) восстановлено в 1996 году. В 1949 году греки села были высланы в Казахстан и село было заселено переселенцами из Западной Грузии.

## Население
По данным 1959 года в селе Шрома (Гума) жило 1338 человек, в основном грузины (в Шромском сельсовете в целом — 2050 человек, также в основном грузины)
В 1989 году в селе Шрома (Гума) проживало 1895 человек, также в основном грузины.
По данным переписи 2011 года численность населения сельского поселения (сельской администрации) Гума составила 38 жителей, из них 86,8 % — армяне (33 человека), 10,5 % — русские (4 человека) и 2,6 % — грузины (1 человек).

## Администрация
Сельской администрации Гума подчинены соседние сёла:
- Гума — 1895 чел. (1989 г., в основном грузины)
- Каман — 155 чел. (1989 г., в основном грузины) — к северо-западу от Гумы (Шромы) с отдельной частью к югу
- Амзара — 2999 чел. (1989 г., в основном грузины) — к северо-западу от Гумы (Шромы)
- Хабю (Зегани) — 11 чел. (1989 г., в основном армяне) — к юго-западу от Гумы (Шромы)
- Апианда — 12 чел. (1989 г., в основном грузины) — к востоку от Гумы (Шромы)
- бывшие сёла бывшего Ахалшенского сельсовета
  - Адзыбжара — 12 чел. (1989 г., в основном ранее русские)
  - Ахалшени (Апра) — 288 чел. (1989 г., в основном грузины)
  - Гума (не путать с с. Гума-бывшим с. Шрома) — 104 чел. (1989, в основном армяне)
  - Мтискалта (Рашхуа) — 7 чел. (1989 г., в основном армяне)
  - Очубуре (Хуажкыт) — 1 чел. (1989 г., в основном ранее греки)
  - Сатаве (Ацтыш) — 6 чел. (1989 г., в основном русские)
  - Цумури (Цвымкыр) — 0 чел. (1989 г., в основном ранее армяне)
  - Шубара (Шваара) — 18 чел. (1989 г., в основном грузины)
- бывшие сёла бывшего Мтисубанского сельсовета
  - Квалони (Шаху) — 0 чел. (1989 г., в основном ранее армяне)
  - Мтисубани (Абианда) — 8 чел. (1989 г., в основном армяне)
  - Нахшира (Арычхуца) — 101 чел. (1989 г., в основном армяне)
  - Старушкино (Аабтра) — 4 чел. (1989 г., в основном армяне)
  - Тбети (Ачейдзкуа) — 0 чел. (1989 г., в основном ранее армяне)
  - Цкургили (Адзыхкуа) — 0 чел. (1989 г., в основном ранее армяне)